# Костюк, Аскольд Глебович
Аско́льд Гле́бович Костю́к (4 мая 1924, Курск — 12 апреля 2017, Москва) — советский и российский механик и учёный-теплоэнергетик, доктор технических наук, профессор; заслуженный профессор МЭИ. Лауреат Государственных премий СССР и Российской Федерации, заслуженный деятель науки РСФСР.

## Биография
Родился в семье Глеба Александровича Костюка и Антонины Ивановны Курятниковой.
В 1948 году окончил Московский энергетический институт, поступил на электромеханический факультет, после образования в 1943 году энергомашиностроительного факультета перевёлся на него. Своими учителями считал Ю. Н. Работнова и А. В. Щегляева.
Вся дальнейшая жизнь А. Г. Костюка была связана с родным вузом. Защитил кандидатскую диссертацию, являлся преподавателем кафедры «Паровые и газовые турбины». Затем работал ассистентом, доцентом, впоследствии — профессором этой кафедры.
C 1970 по 1988 годы занимал должность заведующего кафедрой «Паровые и газовые турбины», одновременно осуществлял научное руководство Проблемной лабораторией турбомашин МЭИ. Под его руководством кафедра в статусе базовой кафедры Министерства высшего и среднего специального образования СССР определяла направления подготовки инженерных и научных кадров для энергомашиностроительной отрасли СССР и многих зарубежных стран. Под руководством А. Г. Костюка на кафедре оформилась сильная отечественная научно-педагогическая школа.
Был талантливым лектором, преподавателем и консультантом. Подготовил многочисленных учеников, которые трудятся в вузах, научно-исследовательских организациях и на электростанциях России, ближнего и дальнего зарубежья. В течение двух десятилетий он был председателем экспертного совета Министерства энергетики и электрификации СССР. До конца жизни принимал участие в экспертизе новой турбинной техники и в расследовании причин аварий турбин на электростанциях. Также являлся членом редакционного совета журнала «Вестник МЭИ».

## Научная деятельность
Основные области научных интересов: механика деформируемого твёрдого тела, динамика многопролётных валопроводов турбомашин, вопросы прочности материалов и деталей турбин при высоких температурах, манёвренности турбоагрегатов, вибрационной надёжности рабочих лопаток турбомашин. Результаты его исследований в этих областях получили признание как в России, так и за рубежом.
Принимал деятельное участие в расследовании причин аварий и разрушений турбоагрегатов и их элементов на Новочеркасской, Ермаковской, Сыр-Дарьинской, Южно-Украинской, Каширской и других электростанциях.
Являлся автором более 130 научных трудов и учебников, а также 13 монографий. Учебники и учебные пособия, подготовленные А. Г. Костюком лично и в соавторстве с коллегами, стали настольными книгами теплоэнергетиков и энергомашиностроителей.

## Награды и звания
- Лауреат Государственной премии СССР, лауреат Государственной премии Российской Федерации[1][6].
- Заслуженный деятель науки РСФСР[1][6].
- Лауреат премии МЭИ «Почёт и признание» (2005)[7][8].

## Научные труды
Автор нескольких монографий и учебных пособий, многочисленных научных статей. Среди них:

### Отдельные издания
- Костюк А. Г. . Пластичность и разрушение кристаллического материала при сложном нагружении. — М.: Изд-во МЭИ, 2000. — 180 с. — ISBN 5-7046-0471-4.
- Костюк А. Г., Фролов В. В., Булкин А. Е., Трухний А. Д. . Турбины тепловых и атомных электрических станций. 2-е изд / Под ред. А. Г. Костюка, В. В. Фролова. — М.: Изд-во МЭИ, 2001. — 488 с. — ISBN 5-7046-0844-2.
- Костюк А. Г. . Динамика и прочность турбомашин. 3-е изд. — М.: Издат. дом МЭИ, 2007. — 476 с. — ISBN 978-5-383-00130-1.
- Булкин А. Е., Костюк А. Г., Трухний А. Д. . Паровые и газовые турбины для электростанций. — М.: Издат. дом МЭИ, 2008. — 556 с. — ISBN 978-5-383-00268-1.

### Некоторые статьи
- Костюк А. Г., Трухний А. Д., Гецов Л. Б.  О прочности деталей энергетических установок при нестационарных режимах // Теплоэнергетика. — 1965. — № 1. — С. 48—53.
- Костюк А. Г.  О деформации и разрушении кристаллического материала при сложной программе нагружения // Прикладная механика и техническая физика. — 1967. — № 3. — С. 67—73.
- Костюк А. Г.  Теоретический анализ аэродинамических сил в лабиринтных уплотнениях турбомашин // Теплоэнергетика. — 1972. — № 11. — С. 29—33.
- Костюк А. Г., Ручнов А. П., Куменко А. И.  Расчёт характеристик динамической устойчивости валопроводов мощных паровых турбоагрегатов // Теплоэнергетика. — 1987. — № 8. — С. 9—12.
- Костюк А. Г., Серков С. А., Петрунин Б. Н., Чистов А. А.  Экспериментальное обоснование методики расчёта аэродинамических возбуждающих сил в уплотнениях турбомашин // Теплоэнергетика. — 1994. — № 5. — С. 32—38.
- Костюк А. Г.  Локальные характеристики прочности и напряжения в местах их концентрации // Вестник МЭИ. — 1995. — № 5. — С. 35—44.
- Трухний А. Д., Калашников А. А., Костюк А. Г., Трояновский Б. М., Стырикович М. А.  Турбоустановки для технического перевооружения угольных энергоблоков с паровыми турбинами К-300-23,5 // Теплоэнергетика. — 1997. — № 7. — С. 2—10.
- Костюк А. Г., Куменко А. И., Некрасов А. Л., Калинин С. В., Медведев С. В.  Экспериментальный анализ пульсаций давления в пароподводящих органах турбоагрегата // Теплоэнергетика. — 2000. — № 6. — С. 50—57.
- Загретдинов И. Ш., Костюк А. Г., Трухний А. Д., Должанский П. Р.  Разрушение турбоагрегата 300 МВт Каширской ГРЭС: причины, последствия и выводы // Теплоэнергетика. — 2004. — № 5. — С. 5—15.
- Костюк А. Г.  Некоторые проблемы проектирования и модернизации паровых турбин // Теплоэнергетика. — 2005. — № 4. — С. 16—27.
- Костюк А. Г., Шатохин В. Ф., Волоховская О. А.  Движение неуравновешенного ротора при задеваниях о статор // Теплоэнергетика. — 2012. — № 2. — С. 3—11.
- Костюк А. Г., Волоховская О. А.  Оценка виброактивности двухпролётного ротора при выбеге, вызванной его первоначальной погнутостью и остаточным дисбалансом // Теплоэнергетика. — 2017. — № 1. — С. 45—54. — doi:10.1134/S0040363617010040.